# 簡献蕭皇后
簡献蕭皇后（かんけんしょうこうごう、生没年不詳）は、遼（契丹）の玄祖耶律勻徳実の妻。遼の太祖耶律阿保機の祖母にあたる。小字は月里朶。

## 経歴
耶律勻徳実にとついで4人の子を生んだ。耶律勻徳実が耶律狠徳に殺害されると、4子を隣家の耶律台押に預けて、庇護を受けさせた。耶律阿保機が生まれると、彼女は孫の骨相が普通でないと考え、殺害されるのをおそれて、別帳で養育させた。重熙21年（1052年）、簡献皇后と追尊された。

## 子女
1. 耶律麻魯（早逝）
2. 耶律巌木（字は敵輦。迭剌部夷離菫、追封蜀国王）
3. 耶律釈魯（字は述瀾。于越、追封隋国王）
4. 耶律撒剌的（徳祖）

## 伝記資料
- 『遼史』巻71 列伝第1